# Едвард Шимковяк
Едвард (при нар. — Герард) Юзеф Шимковяк (пол. Stanisław Oślizło; 13 березня 1932, Домбровка Мала, нині у складі Катовиць, Польща — 28 січня 1990) — польський футболіст, виступав на позиції воротаря, гравець збірної Польщі, олімпієць.
5-кратний чемпіон Польщі у футболці трьох різних клубів, дворазовий володар кубку Польщі, Кубку Раппана та Кубку Америки.

## Життєпис
Вихованець клубу КК 22 (Домбровка Мала), проте став воротарем із власної ініціативи. У 18-річному віці перейшов до хожувського «Руху», де виступав під керівництвом Теодора Петерека та Спіридіона Альбанського. За перші три сезони, проведені у «Русі», став віце-чемпіоном Польщі та двічі переможцем національного чемпіонату.
По завершенні сезону 1952 року був приваний на військову службу, яку розпочав у ГВКС (Бєльсько), а наступного року відправився у ГВКС (Варшава). Шимковяк чотири сезони захищав кольори варшавського клубу й провів за цей час понад 100 матчів, по два рази вигравав чемпіонат та кубок Польщі.
У сезоні 1957 року розпочав виступи в «Полонії» (Битом), кольори якої захищав до завершення кар'єри гравця. Вже в першому турі, проти «Гурника» (Забже) (16 жовтня 1960 року), увійшов в історію клубу як воротар, який відбив три пенальті (по черзі — від Едварда Янковського, Романа Лентнера та Ервіна Вільчека). Разом з битомською командою став чемпіоном Польщі в 1962 році, віце-чемпіоном — у 1958, 1959, 1961 роках, а в 1964 році разом з командою вийшов до фіналу кубку Польщі. У 1965 році став володарем Кубку Раппана. У першому фінальному матчі не грав («Полонія» поступилася з рахунком 0:3 СК «Лейпциг», у матчі-відповіді Шимковяк вже стояв у воротах, а битомський колектив виграв з рахунком 5:1. Після цього «Полонія» відправилася до США, де брала участь в ISL, в якому польська команда стала переможцем цього турніру.
Зіграв 53 матчі у збірній Польщі, а інтервал між його першим та останнім виступом — 13 років і 125 днів — був найдовшим серед воротарів в історії польської збірної. Захищав ворота збірної в поєдинку на Сілезькому стадіоні зі збірною СРСР у 1957 році. По завершенні гри вболівальники польської збірної винесли Едварда з поля на руках. Представляв Польщу на олімпійських іграх у Гельсінкі та Ризі.

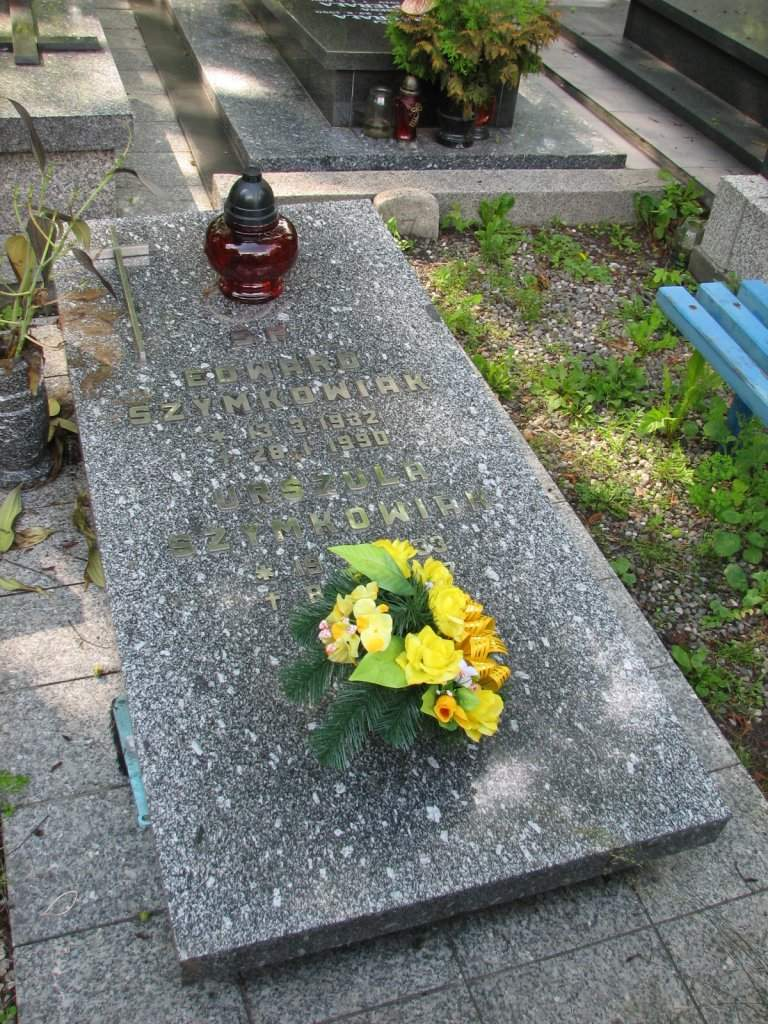
Могила Едварда Шимковяка та його дружини Уршулі.

Чотириразовий володар Золотої бутси за результатами голосування, проведеного газетою «Спорт» — у 1957, 1958, 1965, 1966 роках. Визнаний «Заслуженим майстром спорту», а також двічі отримав золоту медаль за Видатне спортивне досягнення та «Золотим хрестом за заслуги» 1964 року. Закінчив Академію фізичного виховання в Катовицях.
По завершенні футбольної кар'єри залишився в «Полонії» (Битом), де тренував молодіжну команду клубу.
Помер 28 січня 1990 року. Похований на Цвинтарі матері Долорес у Битомі.

## Досягнення
«Рух» (Хожув)
- Перша ліга Польщі
  -  Чемпіон (2): 1951, 1952[9]

«Легія» (Варшава)
- Перша ліга Польщі
  -  Чемпіон (2): 1955, 1956

- Кубок Польщі
  -  Володар (2): 1955, 1956

«Полонія» (Битом)
- Перша ліга Польщі
  -  Чемпіон (1): 1962

- Кубок Інтертото
  -  Володар (1): 1965

- International Soccer League
  -  Володар (1): 1965

Індивідуальні
- Найкращий гравець сезону (4): 1957, 1958, 1965, 1966